# Српска народна читаоница у Бару
Српска народна читаоница у Бару је основана 22. марта 1881. године, након ослобођења Бара (Књажевина Црна Гора) од турске власти 1878. године. Циљ оснивања читаонице је био ширење просвјете у томе граду, након дужег периода стагнације на пољу културе, у вријеме турске окупације. У то вријеме то је била једина културна институција у граду. Неки од оснивача били су генерални викар Јосип Коловић (који је одржао здравицу о слози и поклонио неколико књига), пјесник Мило Јововић и Васиљ Загарчанин. Први предсједник је био Томо Ораовац а потпредсједник хоџа Шабић. Поред католичких и православних Срба за редовне чланове читаонице су примани и људи муслиманске вјере.. Павле Ровински је хвалећи нову црногорску власт у Бару и говорећи против одлазеће турске власти записао: Зар је могуће било за вријеме турске владавине да у управи града засиједају с истим правима мухамеданац, католик и православац, дјеца трију вјероисповијести уче у једној школи и узајмно се симпатишу и да се њихови очеви исто тако дружељубиво састају у истој заједничкој читаоници? Читаоница је с мањим прекидима радила до 1916. а потом, током краћег периода, и у Краљевини Југославији. Обновљена је средином марта 1953. под именом Градска библиотека и читаоница "Иво Вучковић".
У Црној Гори државна телевизија као и интелектуалци који се декларишу као етнички Црногорци избјегавају навести пуно име читаонице. Тако Радио Телевизија Црне Горе у ТВ календару наводи Народну читаоницу, а предсједник Матице црногорске (огранак за Бар), Иван Јововић пише о Барској народној читаоници.